# دركان (تشادغان)
دركان (بالإنجليزية: Darkan, Isfahan)‏ هي قرية تقع في قسم كبوتر سرخ الريفي (مقاطعة تشادغان) في إيران. يقدر عدد سكانها بـ 89 نسمة بحسب إحصاء 2016.